# Zwembad De Vallei
Zwembad De Vallei is een zwembad in Veenendaal. In juni 2007 werd het vernieuwde zwembad geopend. In 2017 mocht het zwembad circa 190.000 bezoekers ontvangen.

## Algemeen
Zwembad De Vallei is in juni 2007 geopend. Voordat het nieuwe zwembad werd geopend heeft op dezelfde plek tientallen jaren een zwembad gestaan waarvan het dak van het wedstrijdbad kon worden geopend. Op deze manier was het mogelijk om, bij warm weer, van het binnenbad een buitenbad te maken.
Het zwembad ligt dicht bij het station Veenendaal-Centrum, het centrum, en de snelweg A12. De faciliteiten zijn onder andere een wedstrijdbad, een recreatiebad,een doelgroepenbad een stroomversnelling, een whirlpool, drie glijbanen, een peuterbad en een buitenbad.